# Eclipsi solar del 20 de març de 2015

Progressió geogràfica de l'eclipsi

Un eclipsi solar total tingué lloc el 20 de març de 2015. Fou vist parcialment a Europa i el nord d'Àfrica, i els únics llocs habitats des d'on es va poder veure tot foren les illes Fèroe i les Svalbard. La major durada de la totalitat fou de 2 minuts i 47 segons a prop de la costa de les illes Fèroe. Coincidí amb l'equinocci de primavera, i ocorregué 15 dies abans d'un eclipsi lunar.

## Galeria d'imatges

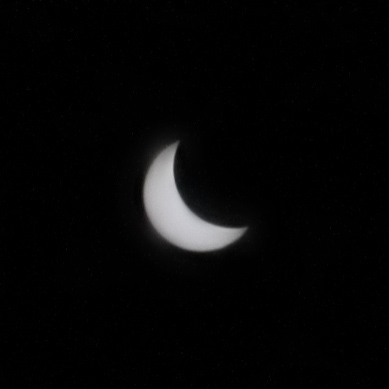
Berlín
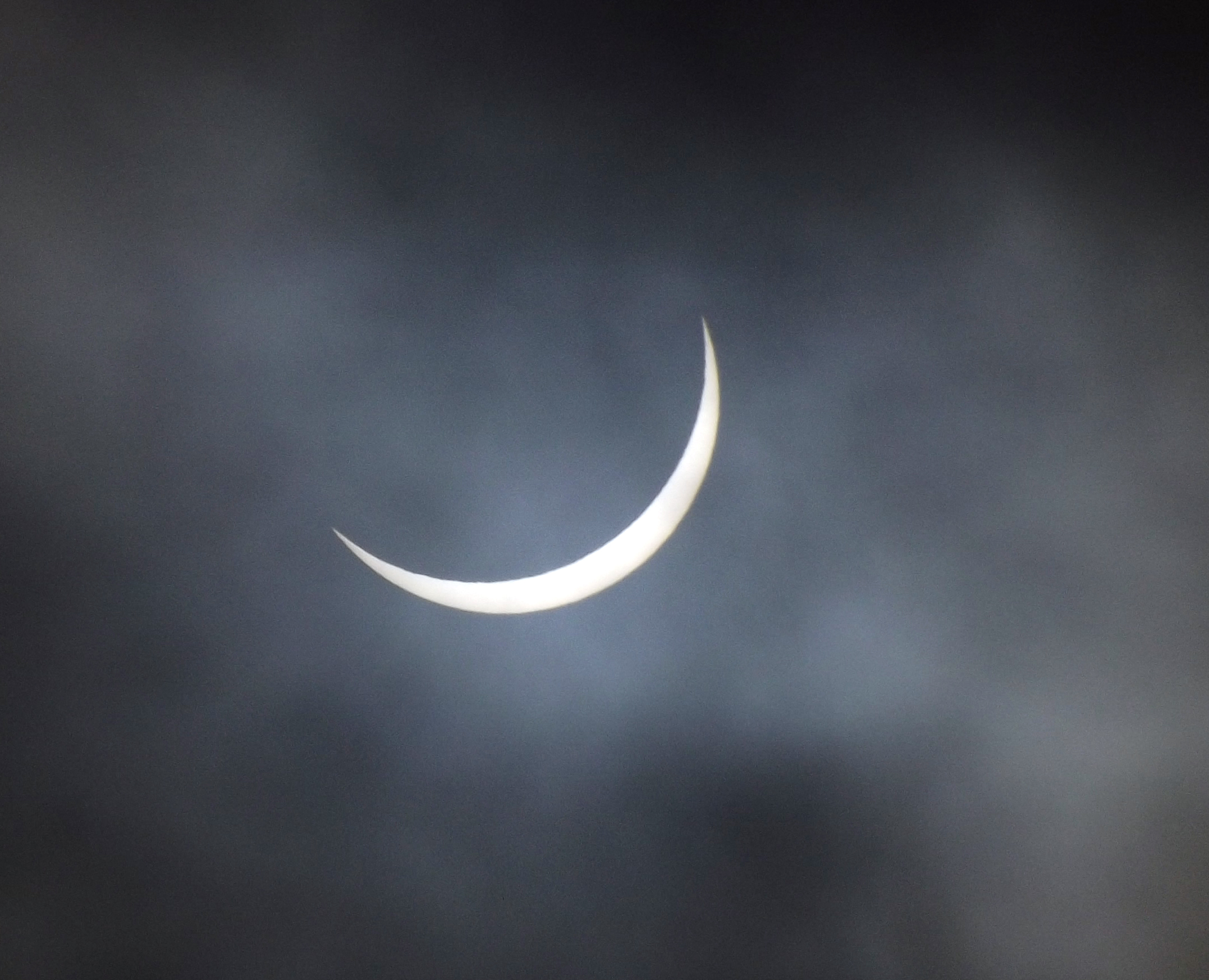
Dublín
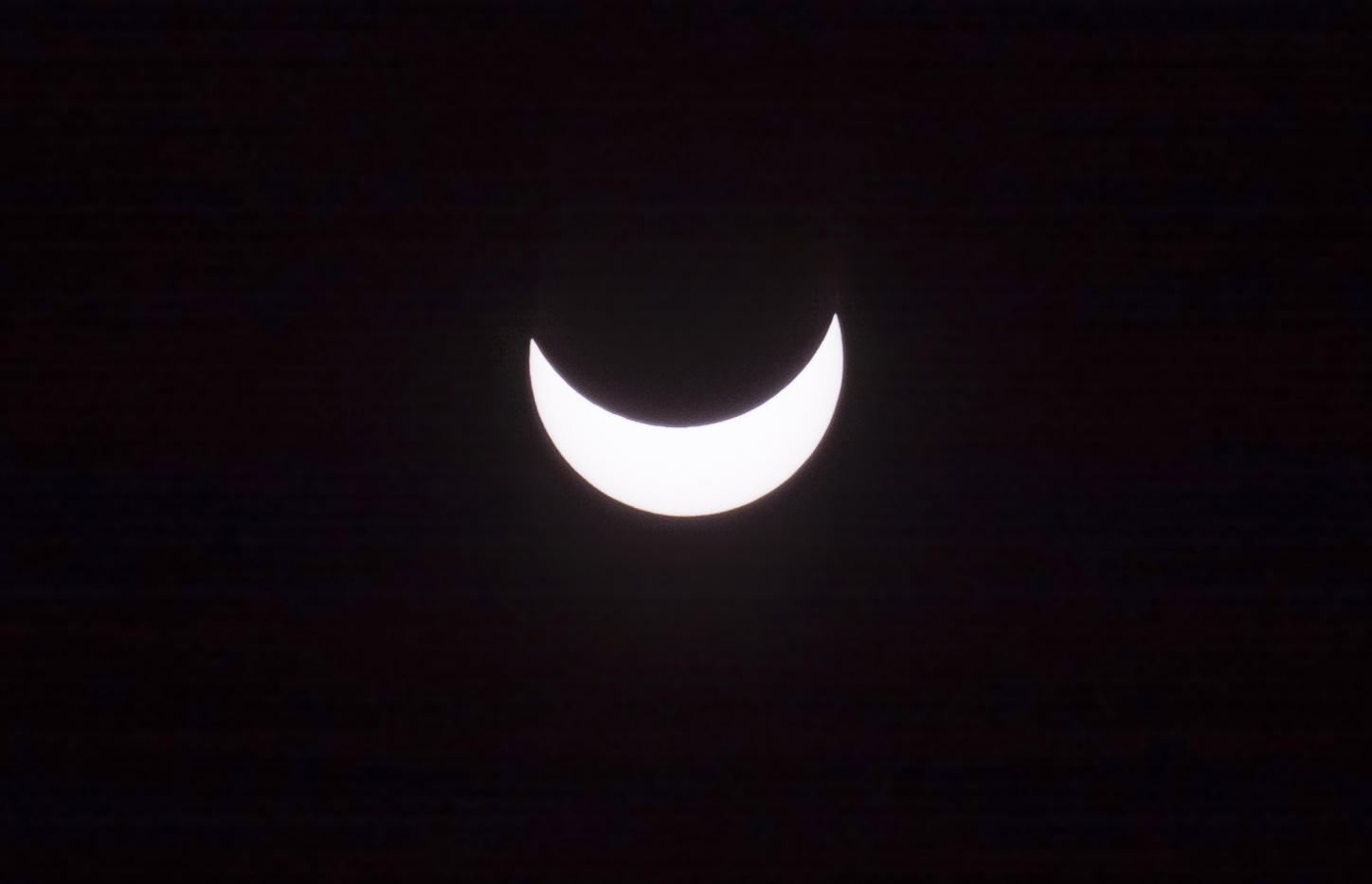
Kłodzko, Polònia
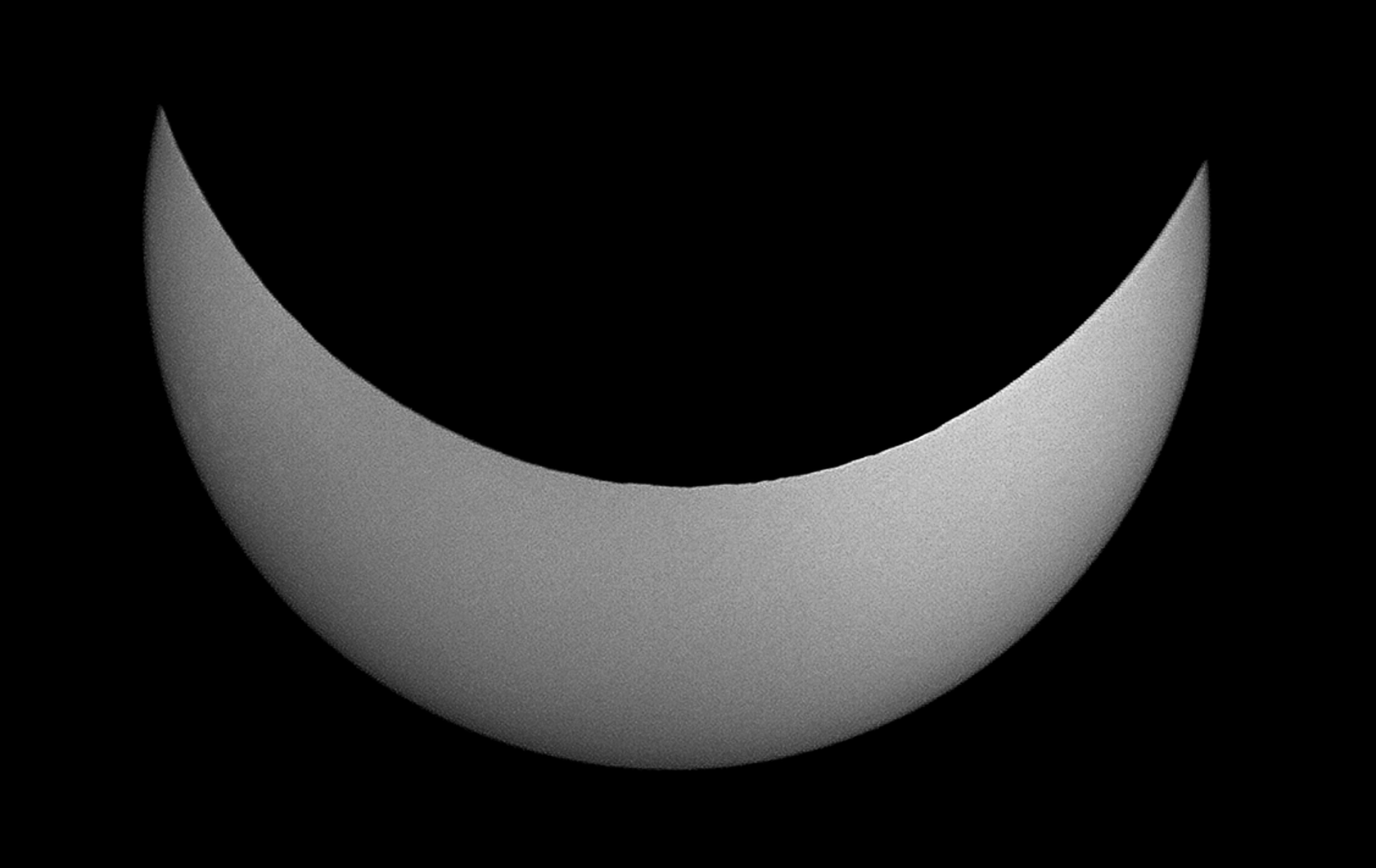
Wrocław, Polònia
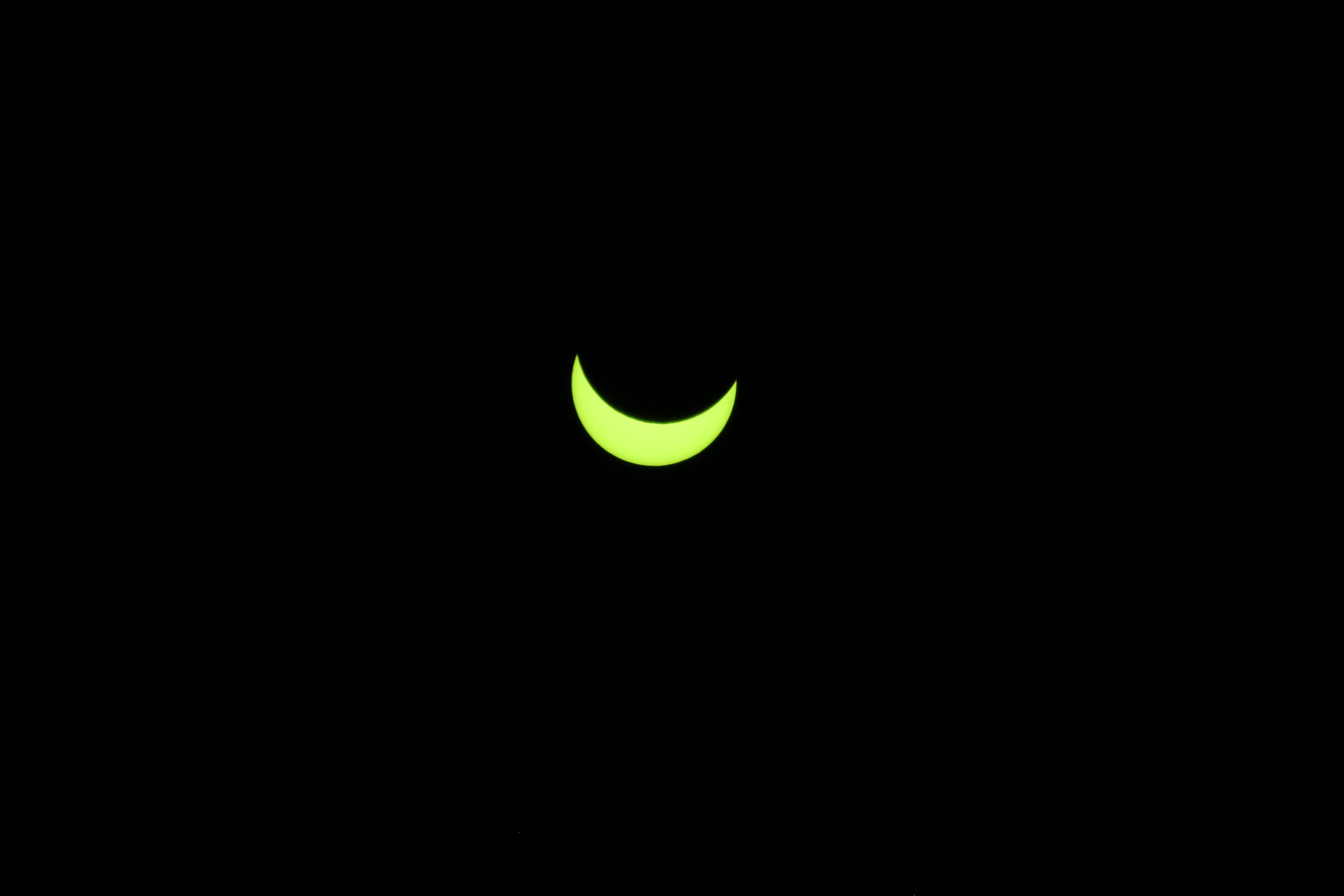
Praga
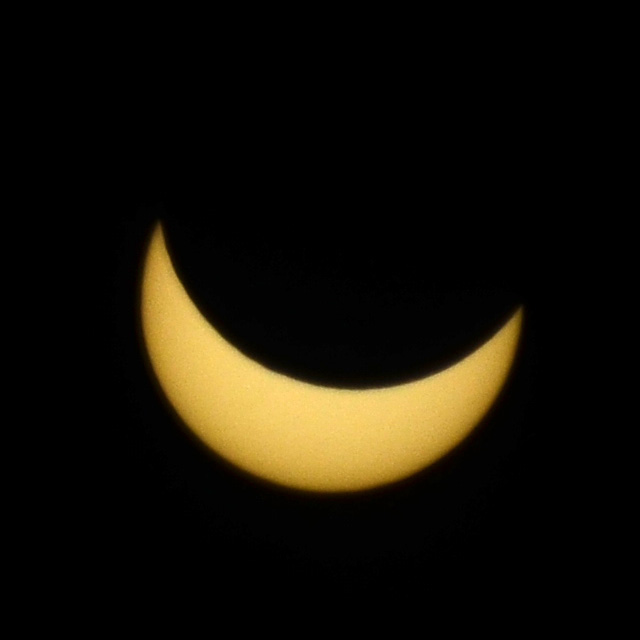
Varsòvia
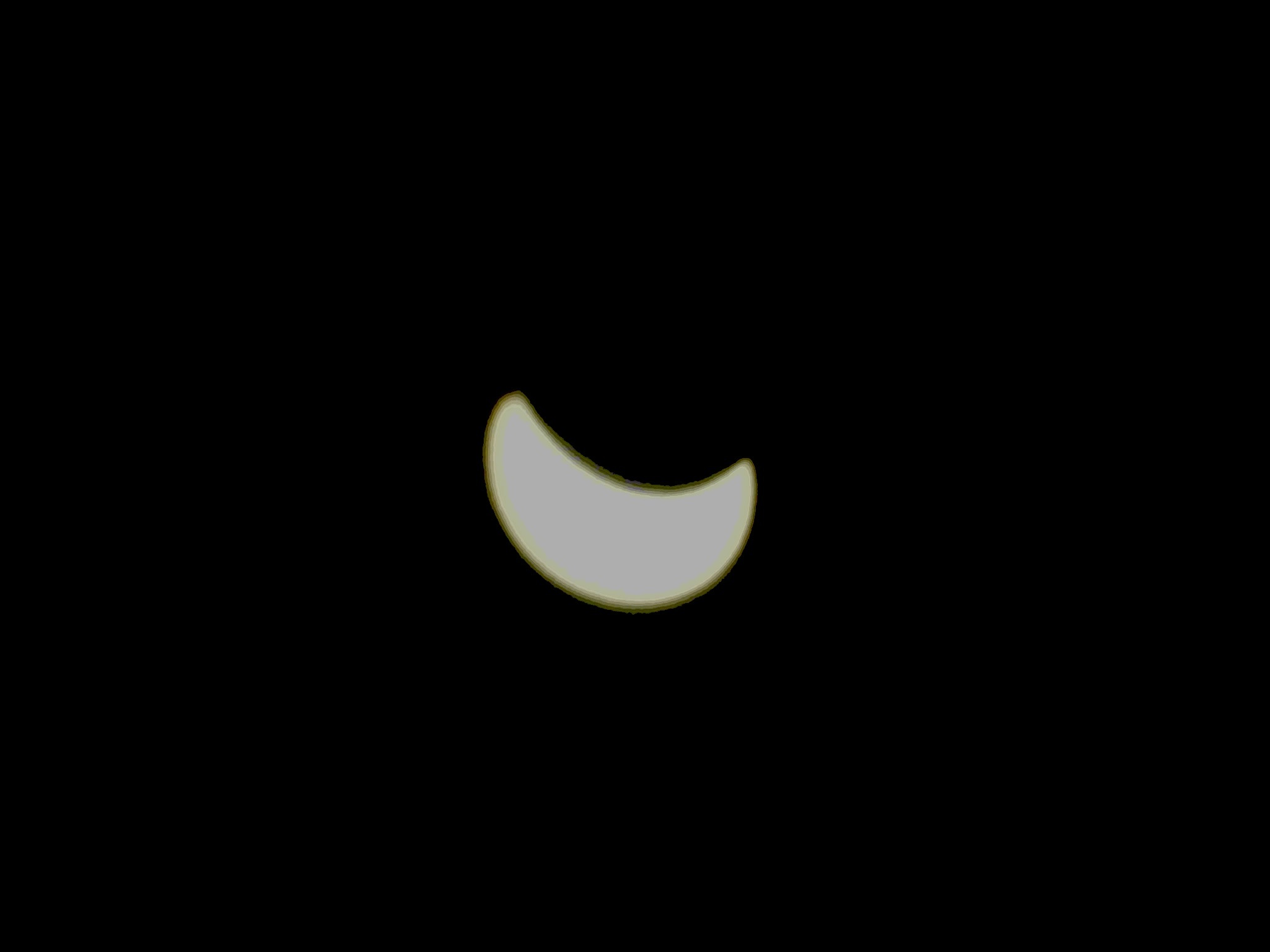
Budapest
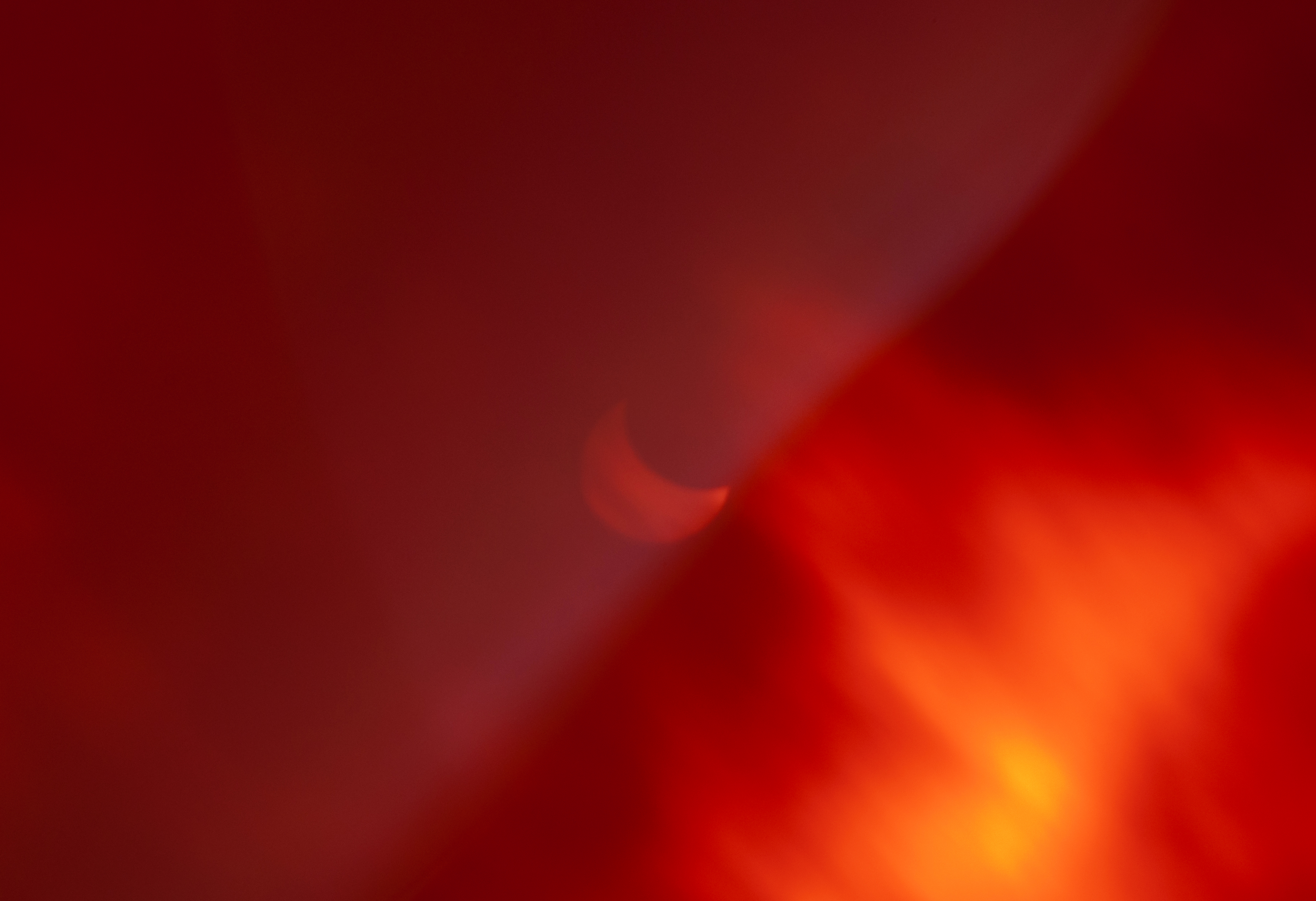
Milà
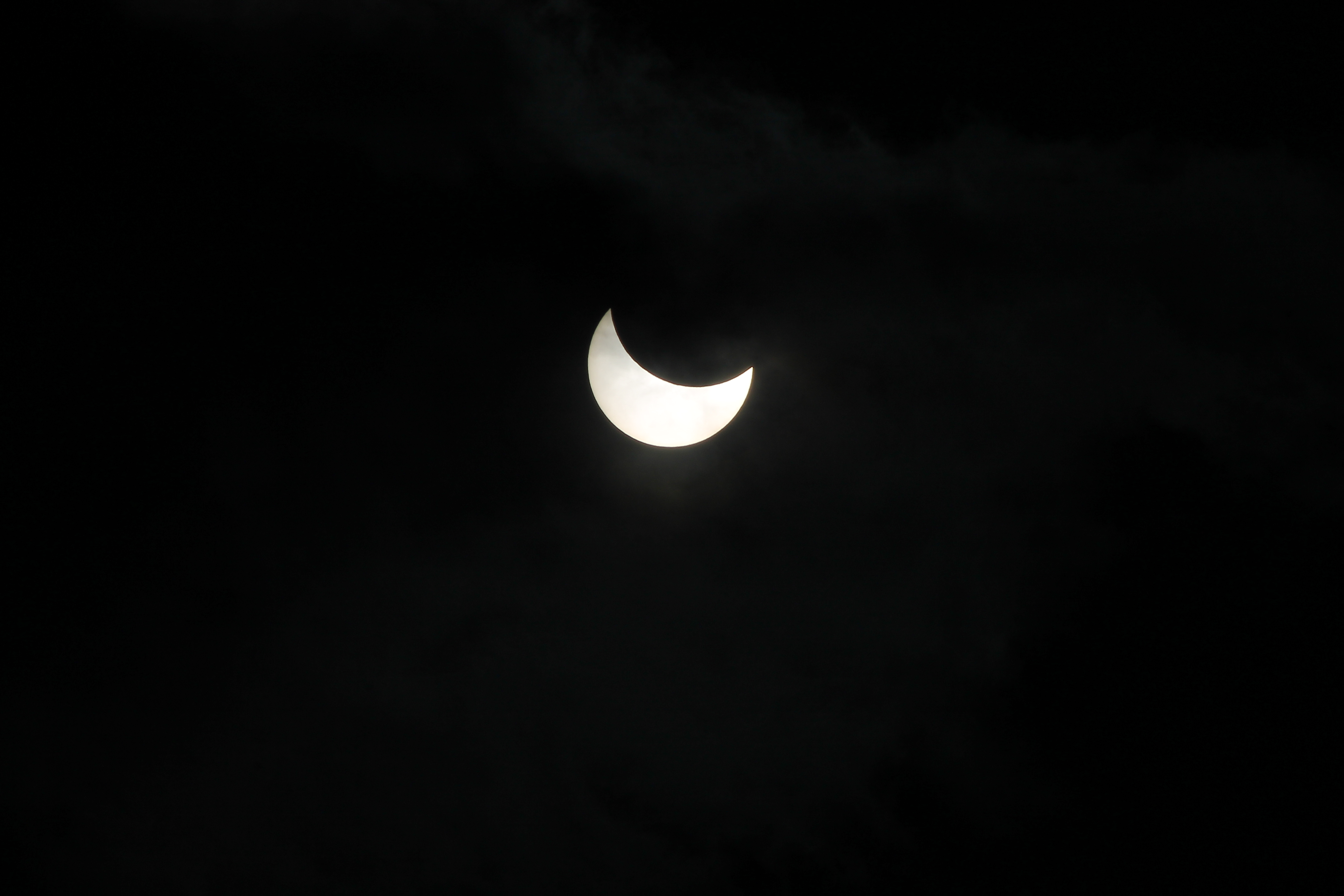
Kíev
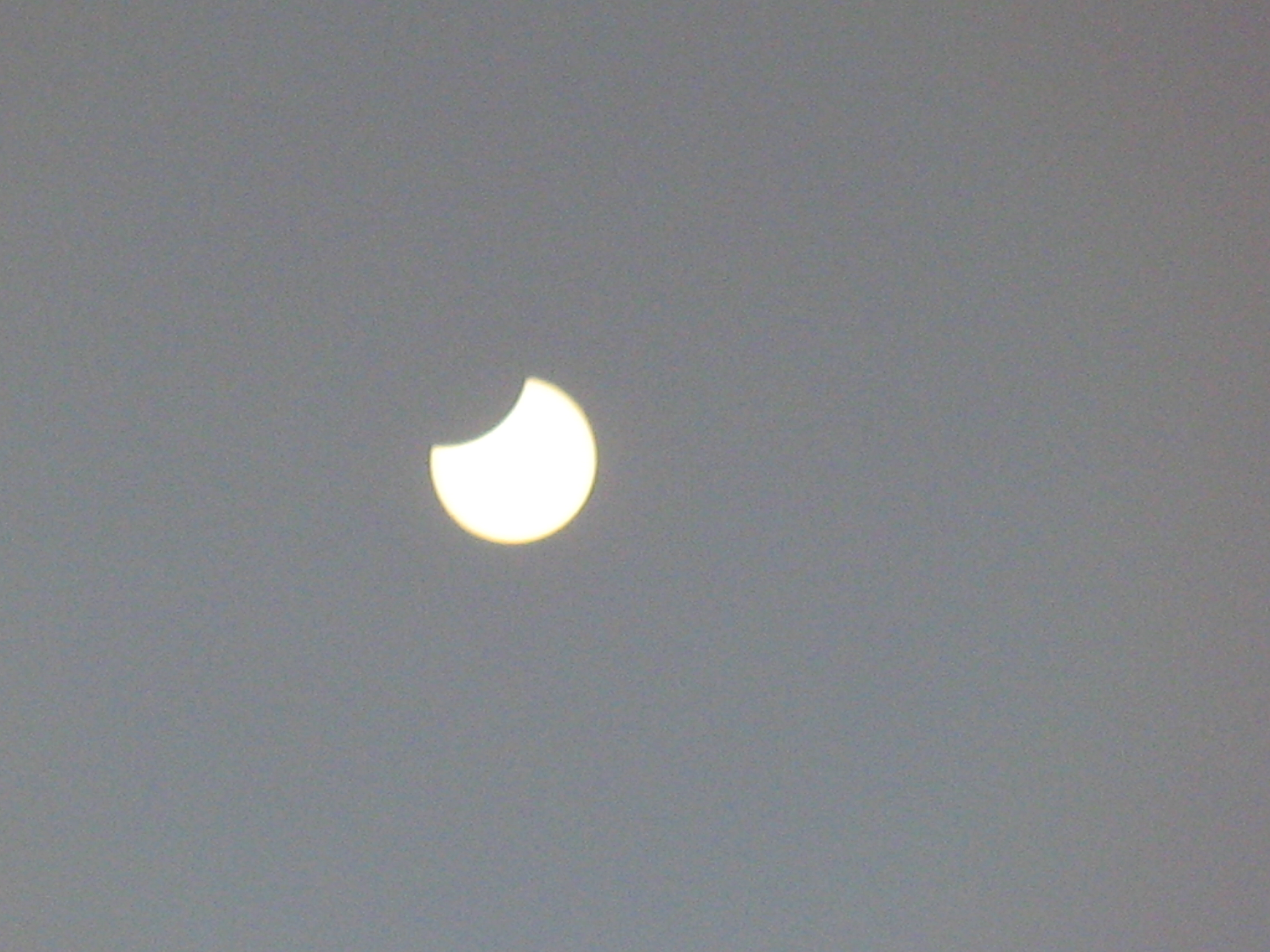
Ulcinj, Montenegro
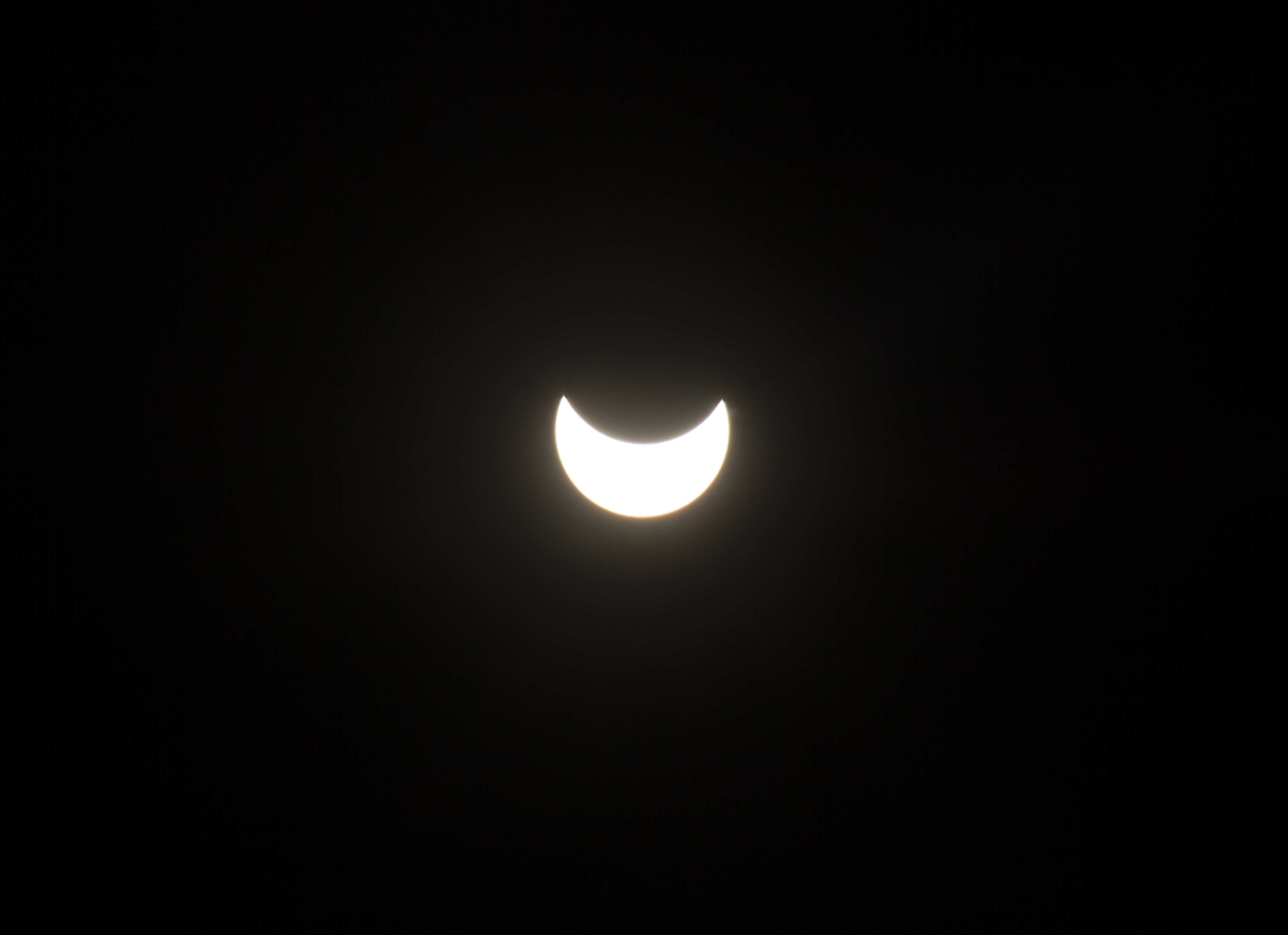
Moscou